# Вастсе-Куусте
Ва́стсе-Ку́усте (эст. Vastse-Kuuste) — посёлок в волости Пылва уезда Пылвамаа, Эстония.
До административной реформы местных самоуправлений Эстонии 2017 года входил в состав волости Вастсе-Куусте (упразднена) и был её административным центром.

## География и описание
Расположен у железной дороги Тарту—Печоры, в 16 км к северо-западу от волостного и уездного центра — города Пылва. Высота над уровнем моря — 78 метров.
Климат умеренный. Официальный язык — эстонский. Почтовые индексы: 63601, 63600 (до востребования).

## Население
По данным переписи населения 2021 года, в Вастсе-Куусте насчитывалось 412 жителей, из них 399 (97,1 %) — эстонцы.
По данным переписи населения 2011 года, в  посёлке проживали 396 человек, из них 381 (96,2 %) — эстонцы.
Численность населения посёлка Вастсе-Куусте по данным переписей населения:
| Год  | 1959 | 1970  | 1979  | 1989  | 2000  | 2011  | 2021  |
| ---- | ---- | ----- | ----- | ----- | ----- | ----- | ----- |
| Чел. | 372  | ↘ 368 | ↗ 392 | ↗ 601 | ↘ 525 | ↘ 381 | ↗ 396 |

## История
В 1782 году упоминается Neu-Kuuhst, в 1787 году — Neu-Kusthof, в 1816 году — Wastsekuste.
В 1789 году на месте деревни Мустамойс (1713 Musta moisiost, 1729 Musta Moisast, 1758 Dorf Mustamois, Mustamöis) из земель мызы Альт-Кустхоф (нем. Kusthof, Alt-Kusthof  («Старый Кустхоф»), Вана-Куусте («Старая Куусте»), эст. Vana-Kuuste mõis) была официально выделена самостоятельная мыза Ней-Кустхоф (нем. Neu-Kusthof — «Новый Кустхоф», Вастсе-Куусте, эст. Vastse-Kuuste mõis).

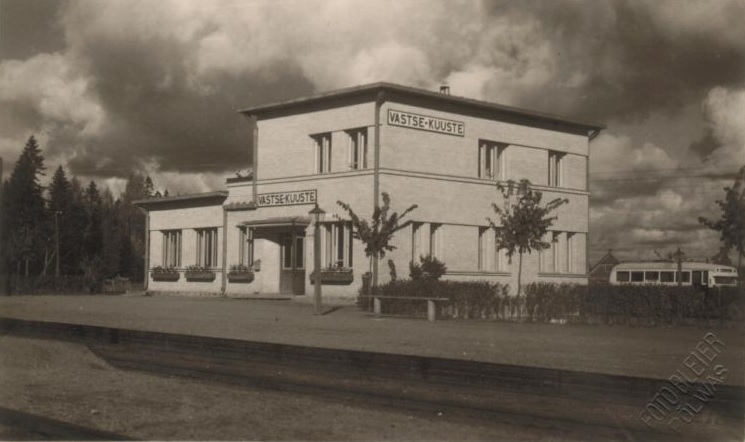
Железнодорожный вокзал Вастсе-Куусте, 1934 год (разрушен в войну)

В главном здании мызы Ней-Кустхоф (Вастсе-Куусте) после национализации 1919 года работает школа, из-за больших переделок оно не внесено в Государственный регистр памятников культуры Эстонии. На бывших мызных землях в 1920-х годах возникло поселение, позже выросшее в железнодорожный посёлок. Мызный парк (4,1 га) является природоохранным объектом.

Советский памятник на братской могиле павших во II мировой войне, 2010 год

В советское время посёлок был центром Вастсе-Куустеского сельсовета и центральной усадьбой колхоза «Раху» («Мир»). В 1978 году общий земельный фонд колхоза составлял 7,0 тыс. га, из них обрабатываемых земель 3,3 тыс. га; численность работников составляла 400 человек.
В 1975 году на расположенной на территории деревни братской могиле советских воинов, павших во Второй мировой войне (исторический памятник с 1997 года до 2022 года), был установлен памятник с надписью «Вечная память павшим» (автор монумента, получившего название «Расколотая жизнь» — эстонский скульптор Эндель Танилоо). Монумент состоит из двух частей: на левой перечислены имена погибших, на правой изображена скорбящая женщина с маленьким ребёнком на руках. В протоколе от 30 ноября 2022 года рабочая группа по советским памятникам при Госканцелярии Эстонии признала памятник «красным монументом», подлежащим замене на т.н. нейтральный. Так как он имеет художественное значение, его было рекомендовано сохранить. Весной 2023 года плита с надписью «Вечная память павшим» была демонтирована, слева от монумента на поверхности земли установлена тёмно-серая плита на белой плите чуть большего размера и с табличкой на эстонском языке «Жертвы Второй мировой войны» (см. Список советских военных памятников Эстонии).

## Инфраструктура
В посёлке работают детский сад, основная школа (в 2002/2003 учебном году 167 учеников, в 2009/2010 учебном году — 116), дом культуры, библиотека, молодёжный центр и магазин торговой сети «Coop». Есть железнодорожная пассажирская станция (в советское время также работали погрузочно-разгрузочная платформа, станционный склад и туалет).